# ایگائیل یادین
ایگائیل یادین (انگلیسی: Yigael Yadin; ۲۰ مارس ۱۹۱۷ – ۲۸ ژوئن ۱۹۸۴) سیاست‌مدار، باستان‌شناس، نویسنده و سپهبد نیروی زمینی اسرائیل بود، که در فاصله سال‌های ۱۹۴۹ تا ۱۹۵۲ به‌عنوان دومین رئیس ستاد کل نیروهای مسلح اسرائیل فعالیت می‌کرد. وی از ۱۹۷۷ تا ۱۹۸۱ معاون نخست‌وزیر اسرائیل بود.
یادین فعالیت نظامی را از سال ۱۹۳۲ در هگانا آغاز کرد و پس از شکل‌گیری نیروهای دفاعی اسرائیل فعالیت در این سازمان را ادامه داد. وی از ۱۹۴۷ تا ۱۹۴۹ جانشین رئیس ستاد کل نیروهای دفاعی اسرائیل بود و با حفظ سمت، ریاست اداره عملیات ارتش اسرائیل را برعهده داشت.
او در ۷ دسامبر ۱۹۵۲ به دلیل اختلاف نظر با نخست‌وزیر و وزیر دفاع وقت، داوید بن گوریون، در مورد کاهش بودجه نظامی، که به گفته او باید حداقل یک سوم بودجه ملی باشد، استعفا داد. او در سن ۳۵ سالگی، دوران خدمت نظامی خود را به پایان رساند.